# Антанта

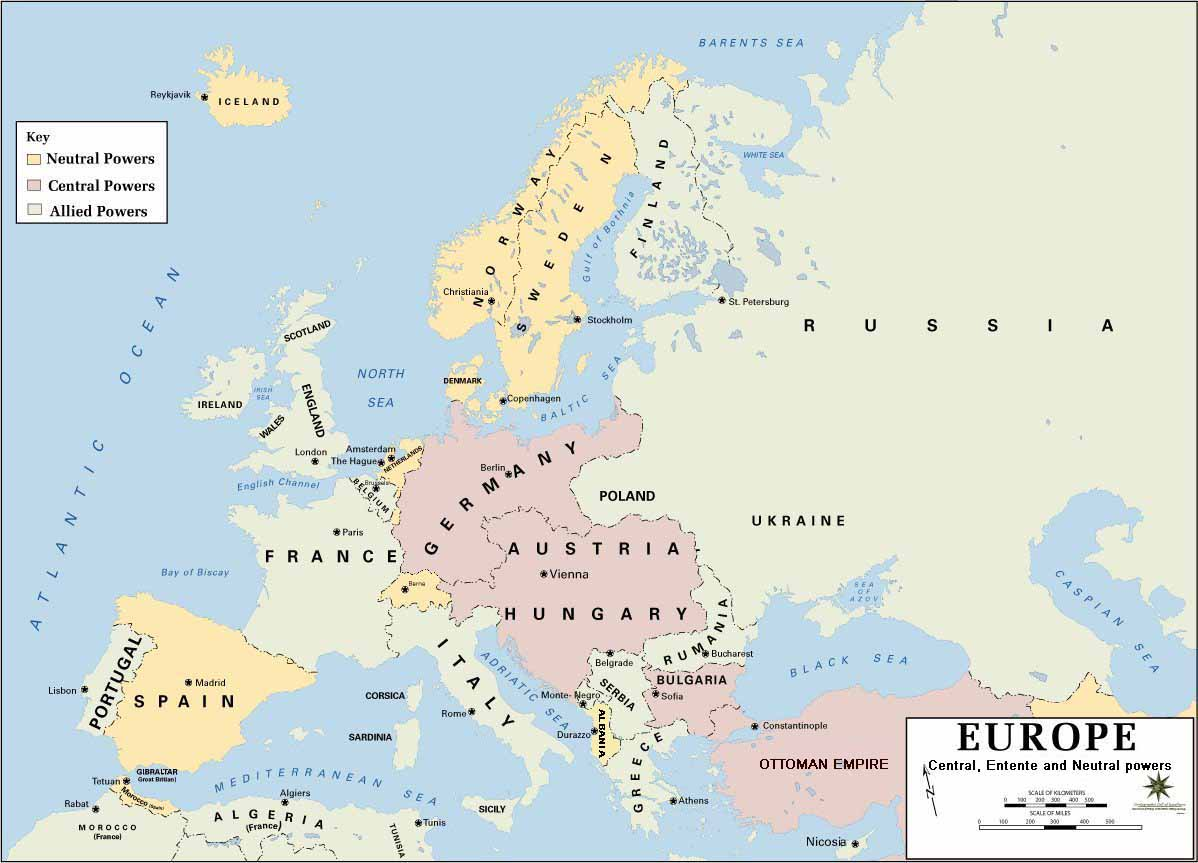
Європейські військові союзи в 1915 році. Центральні держави коричневі, Країни Антанти сірі та нейтральні країни жовті

Анта́нта (від фр. entente [ɑ̃tɑ̃t] — згода, початок виразу фр. Entente cordiale — сердечна згода) — військово-політичне угрупування, основними членами якого були Велика Британія, Французька республіка і Російська імперія, створене в 1904—1907 роках.

## Основний опис
Антанта домінувала в міжнародних відносинах перших десятиліть XX століття. Виникла у відповідь на створення в 1882 році і подовження в 1891-му Троїстого союзу Німецької імперії, Австро-Угорської імперії та Королівства Італія. Веде початок від франко-російського союзу 1891—1893 років. Оформилася як глобальна коаліція після вступу до союзу Великої Британії, яка 8 квітня 1904 року врегулювала суперечності з Французькою республікою в Африці та 31 серпня 1907 року — з Російською імперією в Азії (Конвенція про розподіл сфер впливу в Персії, Афганістані, Тибеті).
Колоніальна експансія та озброєння Німецької імперії, її прагнення покінчити з пануванням Великої Британії на морях спонукали Лондон відійти від попередньої політики «блискучої ізоляції», вступити у союзницькі взаємини з континентальними державами, зберігаючи провідну роль у світових міжнародних відносинах.
1911 року Антанта стала військовим союзом і основою сил союзників під час Першої світової війни. У роки війни блок Великої Британії, Французької республіки, й Російської імперії підтримало 25 держав, серед них США, Японська імперія, Румунське королівство, Республіка Китай, Грецьке королівство, Португальська республіка та інші. США, не бажаючи розчинятися в Антанті, проголосили себе «асоційованою країною» угруповання. Антанта виграла Першу світову війну і закріпила свій успіх дипломатично на Паризькій мирній конференції, створивши так звану Версальську систему міжнародних відносин.

## Вплив на Україну
Назрівання глобального збройного конфлікту між військово-політичними блоками безпосередньо загрожувало Україні. Українські землі перебували у складі держав, які належали до протилежних сторін — Російської імперії й Австро-Угорської імперії, що змагалися за першість у Південно-Східній Європі. Але на українські землі претендували й інші держави. Суттєвою причиною таємного приєднання Королівства Румунія до Троїстого союзу 7 жовтня 1883 року було прагнення заволодіти Бессарабською губернією. Від початку Першої світової війни українські землі перетворилися на арену жорстоких битв. В офіційно проголошених територіальних вимогах Російської імперії йшлося про приєднання до Росії Східної Галичини, а також, не зовсім виразно, — Закарпаття. Північна Буковина поступово перетворилася на об'єкт активного торгу Російської імперії з Королівством Румунія, при цьому союзники Росії, по блоку, підтримували Румунію.
Повалення царизму й розгортання українського національного руху спочатку не змінило ставлення Антанти до України. Французька імперія й Велика Британія продовжували розглядати українське питання як внутрішню справу Російської імперії. Однак неспроможність останньої утримувати Східний фронт привернула увагу Антанти до України як до геополітичного партнера.
У цей час активна діяльність спецслужб країн Антанти і США, які неприховано втручалися у внутрішні справи України, була викликана не інтересом до відродження національної державності, а суто прагматичною зацікавленістю у залучення ресурсів УНР до війни проти держав Центрального блоку. З вояків-українців планувалося створити кілька армійських корпусів гарматного м'яса для відправлення на Південно-Західний і Румунський фронти.
Після проголошення Першого Універсалу УЦР і створення Генерального Секретаріату УЦР-УНР уряди держав Антанти з літа 1917 року почали надсилати своїх представників для ознайомлення з внутрішньополітичною ситуацією в Україні. У серпні 1917 року за дорученням французького посольства у Петербурзі в Києві перебував журналіст Жан Пелісьє, який інформував свій уряд про події в Україні. У жовтні 1917 року британо-французька військова місія на чолі з ген. Табуї і полк. Перльє вела переговори з генеральним секретарем військових справ Симоном Петлюрою. Представники Антанти на всіх переговорах з українською стороною переважно ставили питання про можливість використання українських військ, що поступово формувались, у воєнних діях проти австро-німецького блоку. Антанта активізувала діяльність консулів у Києві й Одесі, це були, відповідно, британці Дуглас і Джон Багге, американці Д. Дженкінс і Рей, військово-санітарних та інших організацій.
Падіння Тимчасового уряду і захоплення більшовиками ставки головнокомандуючого російськими військами М. Духоніна, спричинили переїзд військових місій Великої Британії, Японської імперії, Королівства Румунія, Королівства Сербія та Бельгії до Києва. У місті розпочались активні переговори з представниками Великої Британії (генерал Чарльз) і Французької республіки (полковник Гравьє і Перльє), які намагались встановити офіційні відносини з Генеральним Секретаріатом і пробували переконати український уряд не брати участі в переговорному процесі з Центральними державами. У грудні 1917 року уряди Французької республіки і Великої Британії призначили своїх представників в Україні — відповідно генерала Жоржа Табуї та Д. П. Багге.
21 грудня 1917 року (3 січня 1918 року) генерал Ж. Табуї офіційно заявив про визнання Української Народної Республіки і призначення його комісаром Французької Республіки при Генеральному Секретаріаті. Держави Антанти намагались переконати уряд УНР продовжувати боротьбу на Західному і Південному фронтах, пропонуючи фінансову і військову допомогу. Однак складне внутрішньополітичне становище в Україні, агресія більшовицької Росії та окупація її військами значної частини української території, в тому числі Києва, примусили Генеральний Секретаріат відмовитись від подальших контактів з Антантою і укласти в 1918 році — Берестейський мир.
23 грудня в Парижі вищі представники влади, армії й розвідки уклали англо-французьку угоду про розподіл сфер впливу в Росії 1917 року. Укладення Брестського мирного договору УНР з державами Четверного союзу 9 лютого 1918 року було засуджено Антантою і в майбутньому використовувалося сусідами України для політичних спекуляцій. Контроль над територією України австро-німецьких військ (1918) перервав роботу місій і представників Антанти в Україні.
Протягом 1918 року Антанта ставилась вороже до УНР і Української Держави гетьмана Павла Скоропадського, повністю підтримуючи Добровольчу армію генерала А. Денікіна та ідею російських шовіністичних кіл про відновлення рос. «единой и неделимой России». У жовтні 1918 року у Женеві міністр закордонних справ Української Держави Д. Дорошенко намагався вступити в переговори з представниками країн Антанти, але, через початок антигетьманського повстання, ці спроби були припинені. Директорія УНР не була визнана Антантою, а позиція українського уряду розглядалась її дипломатами як «більшовицька».
Після перемоги над ворожим угрупованням 1918 року Антанта розпочала введення своїх військ у південні райони України — стурбована наступом більшовиків, Антанта ухвалила рішення замінити німецькі гарнізони власними військами. 12 грудня 1918 року Армія УНР після жорстоких боїв з білогвардійцями на підступах до Одеси зайняла місто, а вже 15 грудня 1918 року розпочалася висадка франко-грецького десанту під командуванням генерала Боріюса у прибережній смузі Одеси. 27 грудня 1918 року Директорія УНР опублікувала ноту «До демократій усіх націй світу і демократій держав Антанти», у якій висловлювався рішучий протест проти втручання Антанти у внутрішні справи України. Враховуючи складне становище на українсько-більшовицькому фронті, Директорія видала наказ про відхід українських частин з міста. Наприкінці грудня 1918 року війська Антанти, загальним числом близько 60 тисяч осіб, поступово захопили південну частину України по лінії Тирасполь — Бірзула — Вознесенськ — Миколаїв — Херсон — Крим.
Змушена вести бої на два фронти, Директорія вирішила вступити в переговори з військовим командуванням Антанти. 6 лютого 1919 року командувач французькими військами д'Ансельм поставив українській делегації — І. Мазепа, Степан Бачинський, О. Греков, Сергій Остапенко, у Бірзулі попередні умови для початку переговорів — відставка Володимира Винниченка, Володимира Чехівського та Симона Петлюри, контроль над фінансовою політикою українського уряду; звільнення з в'язниць гетьманських міністрів, та інші. Найважливіше для української делегат (делегації) питання про визнання незалежності УНР на переговорах не ставилось.
Після виходу 11 лютого 1919 року зі складу Директорії Володимира Винниченка і формування 13 лютого 1919 року нового уряду без участі представників соціалістичних партій переговори продовжились. Не подаючи надії на можливість визнання УНР, Антанта вимагала підпорядкування української армії союзному командуванню і включення її поряд з Добровольчою армією генерала Денікіна у єдиний антибільшовицький фронт та встановлення контролю Антанти над українськими землями. На ці умови українська делегація категорично не погодилась.
На Паризькій мирній конференції 1919—1920 років глави Антанти і США диктували переможеним країнам умови повоєнного врегулювання, створивши Версальську систему міжнародних відносин. Питання, пов'язані з Україною та її землями, розглядалися в контексті або відновлення «єдиної та неподільної Росії», або створення «санітарного кордону» на західних рубежах Радянської країни. З початком функціювання Ліги Націй діяльність Антанти формально припинилася.